# Helen Baxendale
Helen Victoria Baxendale (Pontefract, 7 giugno 1970) è un'attrice britannica.

## Filmografia parziale

### Cinema
- Macbeth, regia di Jeremy Freeston (1997)
- Un perfetto criminale (Ordinary Decent Criminal), regia di Thaddeus O'Sullivan (2000)
- Weekend da suicidio (Dead by Monday), regia di Curt Truninger (2001)
- Flyfishing, regia di David L. Williams (2003)
- Skagerrak, regia di Søren Kragh-Jacobsen (2003)
- Beyond the Pole, regia di David L. Williams (2009)
- Anonymous, regia di Roland Emmerich (2011)

### Televisione
- Casualty – serie TV episodio 8x11 (1993)
- Cardiac Arrest – serie TV, 27 episodi (1994-1996)
- The Investigators, regia di Chris Oxley – film TV (1997)
- Cold Feet – serie TV, 33 episodi (1997-2003)
- An Unsuitable Job for a Woman – serie TV, 4 episodi (1997-1999)
- Friends – serie TV, 14 episodi (1998-1999)
- Adrian Mole: The Cappuccino Years – miniserie TV, 6 episodi (2001)
- Murder in  Mind – serie TV, episodio 3x27 (2003)
- Miss Marple (Agatha Christie's Marple) – serie TV, episodio 4x01 (2008)
- Lewis – serie TV, episodio 3x04 (2009)
- Dirk Gently – serie TV, 2 episodi (2010-2012)
- Kidnap and Ransom – serie TV, 6 episodi (2011-2012)
- L'ispettore Gently (Inspector George Gently) – serie TV, episodio 5x03 (2012)
- Cuckoo – serie TV, 33 episodi (2012-2019)
- Poirot (Agatha Christie's Poirot) – serie TV, episodio 13x05 (2013)
- Delitti in Paradiso (Death in Paradise) – serie TV, episodio 3x01 (2014)
- Law & Order: UK – serie TV,  episodio 8x01 (2014)
- L'ispettore Barnaby (Midsomer Murders) – serie TV, episodio 18x01 (2016)